# Tony Kakko
Tony Kakko, właśc. Toni Kristian Kakko (ur. 16 maja 1975 w Kemi) – założyciel fińskiego zespołu power metalowego Sonata Arctica, w którym jest wokalistą i gra na klawiszach. Jest również współzałożycielem zespołu Northern Kings, grającego metalowe covery, głównie utworów z lat 80. Występował gościnnie także w takich zespołach jak: Nightwish, Heavenly, van Canto czy Epica.
Przed założeniem zespołu Sonata Arctica w 1996 roku uczył się gry na keyboardzie oraz śpiewał na lokalnych festiwalach. Dysponuje barytonem lirycznym o szerokim zakresie głosu, który pozwala mu na śpiew w okolicach skali tenorowej. Niekiedy śpiewa falsetem. Tony użyczył swego męskiego wokalu w remake do utworu Nightwish „Astral Romance 2001”, które znalazło się na EP „Over the Hills and Far Away”. Śpiewał też w duecie z Tarją Turunen na koncertach w utworze „Beauty And The Beast”. Znalazł się też na koncertowym DVD Nightwish „From Wishes to Eternity”.
Gościnnie użyczył głosu w utworze Gotta Catch Em' All oraz zagrał na harmonii w utworze The Simpsons zespołu Powerglove.

## Dyskografia
| Album                                             | Rok  | Uwagi                                    | Źródło |
| ------------------------------------------------- | ---- | ---------------------------------------- | ------ |
| Eternal Tears of Sorrow – Before the Bleeding Sun | 2006 | gościnnie śpiew                          | [ 4 ]  |
| Nuclear Blast Allstars – Into the Light           | 2007 | śpiew w utworze "Ruling the World"       | [ 5 ]  |
| Epica – Design Your Universe                      | 2009 | gościnnie śpiew w utworze "White Waters" | [ 6 ]  |
| Dark Sarah – Behind The Black Veil                | 2015 | gościnnie śpiew w utworze "Light In You" | [ 7 ]  |
| Trick or Treat – Rabbits' Hill Pt .2              | 2016 | gościnnie śpiew w utworze "The Showdown" | [ 8 ]  |

## Gry wideo
| Tytuł                               | Rok  | Rola                 | Uwagi                             | Źródło |
| ----------------------------------- | ---- | -------------------- | --------------------------------- | ------ |
| Karmaflow: The Rock Opera Videogame | 2014 | jako The Sun Brother | rola dubbingowana, BaseCamp Games | [ 9 ]  |

## Filmografia
| Tytuł                          | Rok  | Uwagi                                         | Źródło |
| ------------------------------ | ---- | --------------------------------------------- | ------ |
| "Promised Land of Heavy Metal" | 2008 | film dokumentalny, reżyseria: Kimmo Kuusniemi | [ 10 ] |